# 비르기트 브뤼엘
비르기트 브뤼엘(덴마크어: Birgit Brüel, 1927년 10월 6일~1996년 2월 23일)은 덴마크의 가수, 배우이다. 1950년대부터 1990년대 초반까지 수많은 음악 작품을 발표했으며 각종 텔레비전 프로그램, 영화 작품에 출연했다. 유로비전 송 콘테스트 1965에서는 덴마크 대표로 참가했고 1970년대에는 덴마크의 여성주의 극단, 음악 그룹인 아마조네그루펜(Amazonegruppen)에서 활동했다.